# Kounov (okres Rychnov nad Kněžnou)
Kounov (v místním nářečí Kounou, německy Kaunow) je obec, která se nachází v okrese Rychnov nad Kněžnou, v Královéhradeckém kraji. Žije zde 245 obyvatel. Obec je charakteristická svým protáhlým tvarem, kopírujícím hlavní komunikaci. Rozkládá se v údolí Zlatého a Hluckého potoka, kterým prochází silnice z Dobrušky do Deštného v Orlických horách.

## Historie
První písemná zmínka o obci pochází z roku 1490. Osídlení zdejších úvozů však probíhalo již v průběhu 13. století.
Obec i její okolí těžce postihla velká povodeň v roce 1998.

## Pamětihodnosti a zajímavosti
- Škola

## Části obce
- Kounov
- Hluky
- Nedvězí
  - osada Končiny
- Rozkoš
- Šediviny

## Galerie

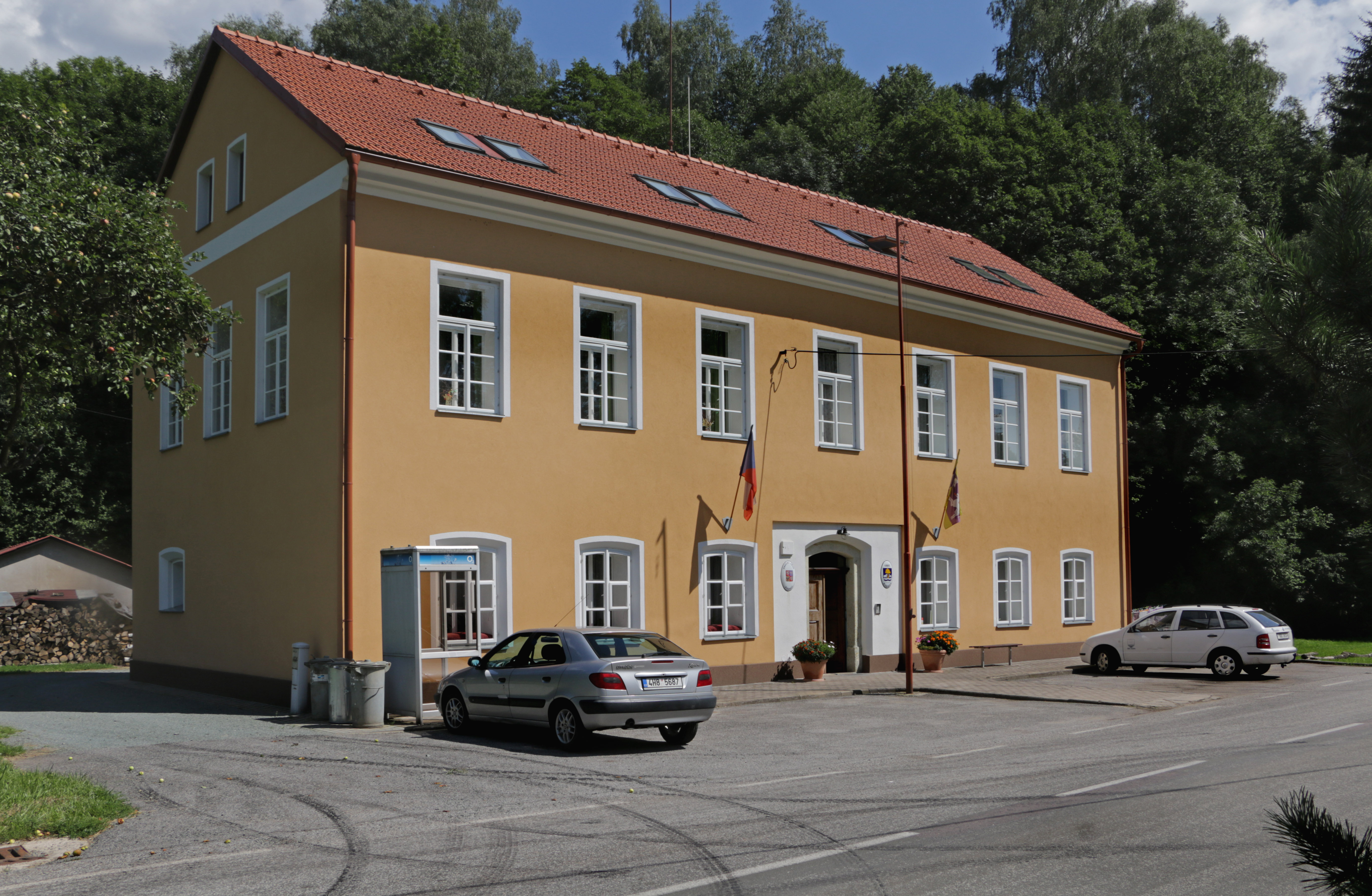
Obecní úřad (původně škola)
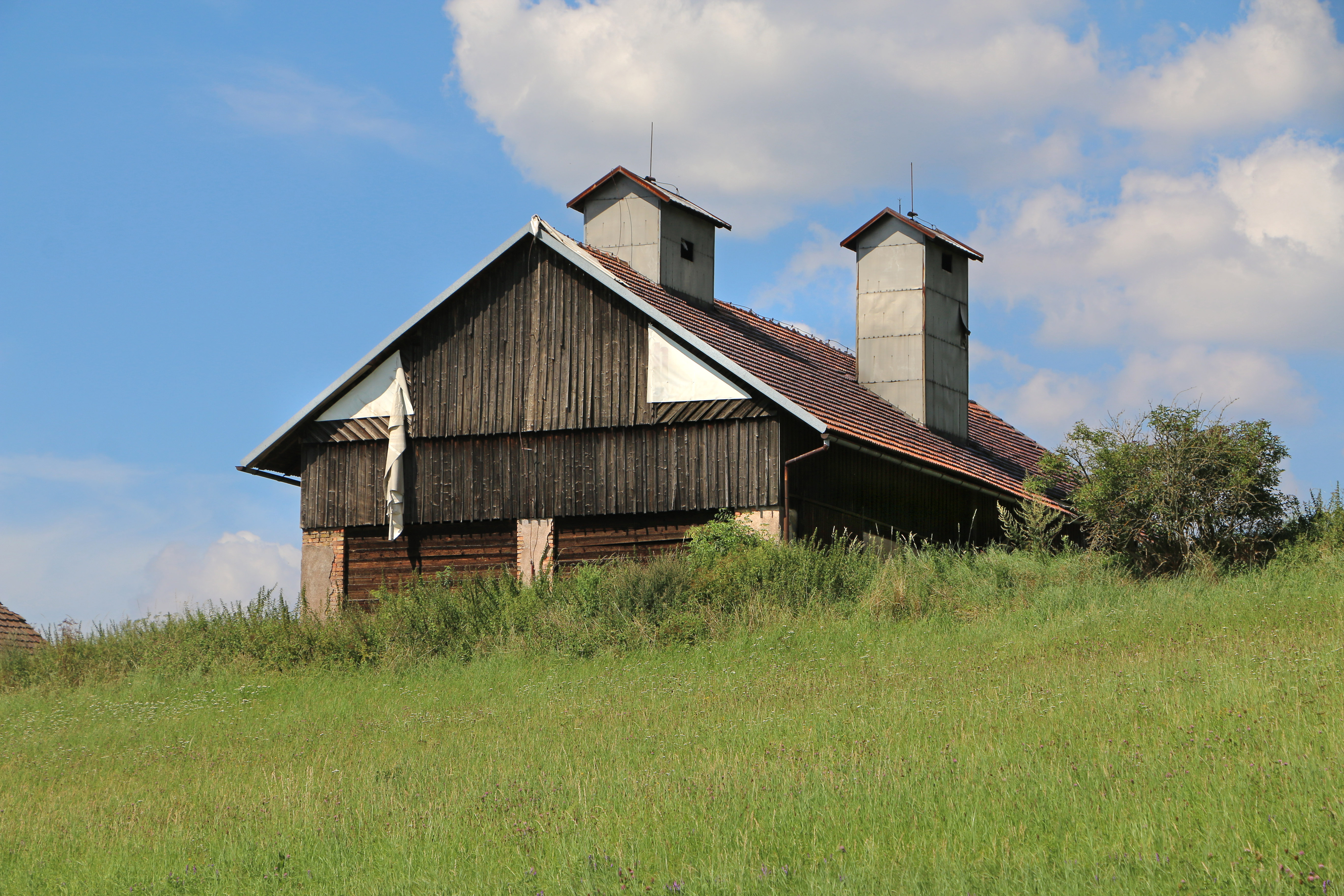
Dům čp. 1
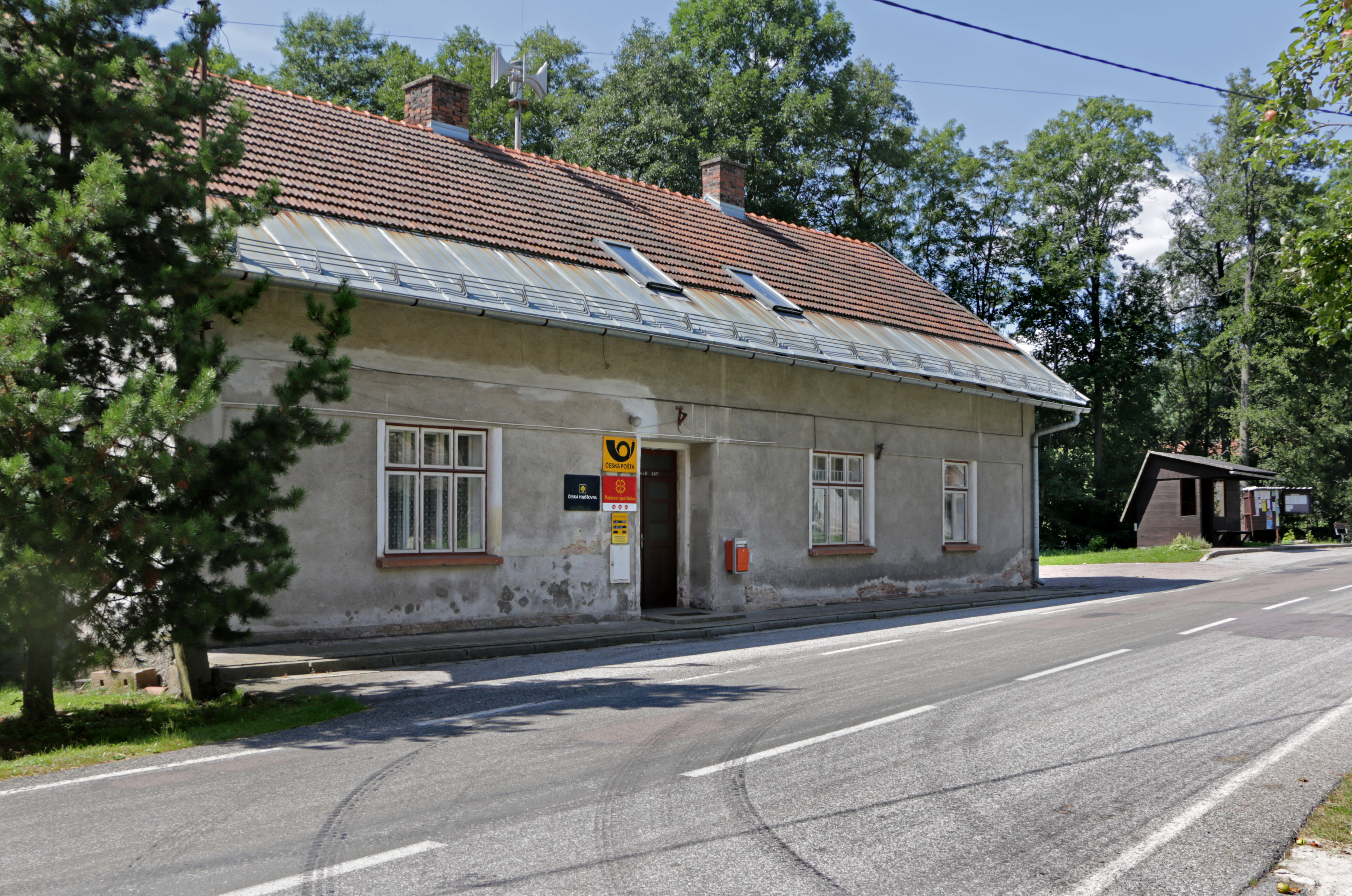
Bývalá budova pošty (nahrazena v letech 2020–22 novostavbou)
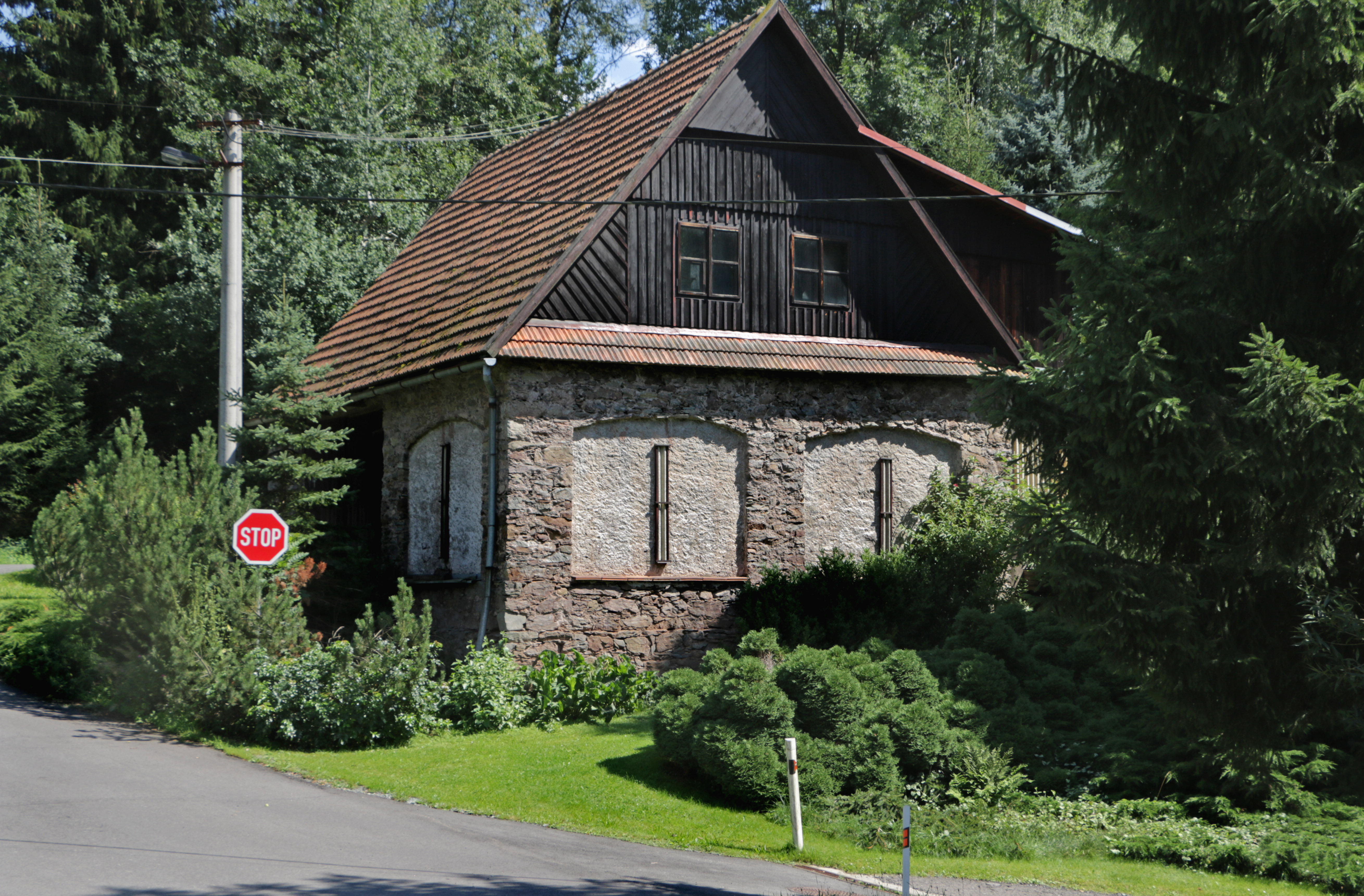
Bývalá stodola